# Omul de Cro-Magnon

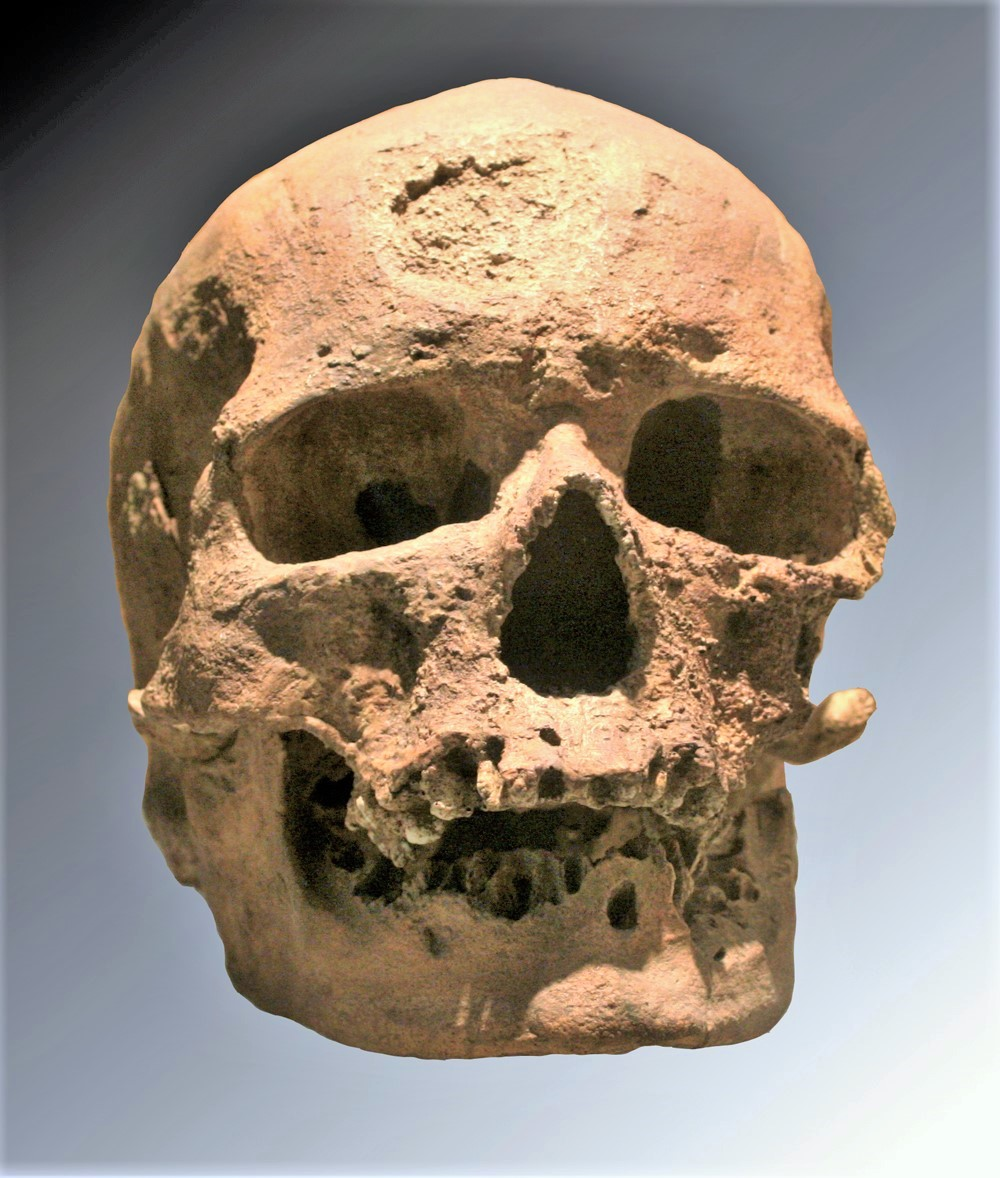
Craniul Omului de Cro-Magnon

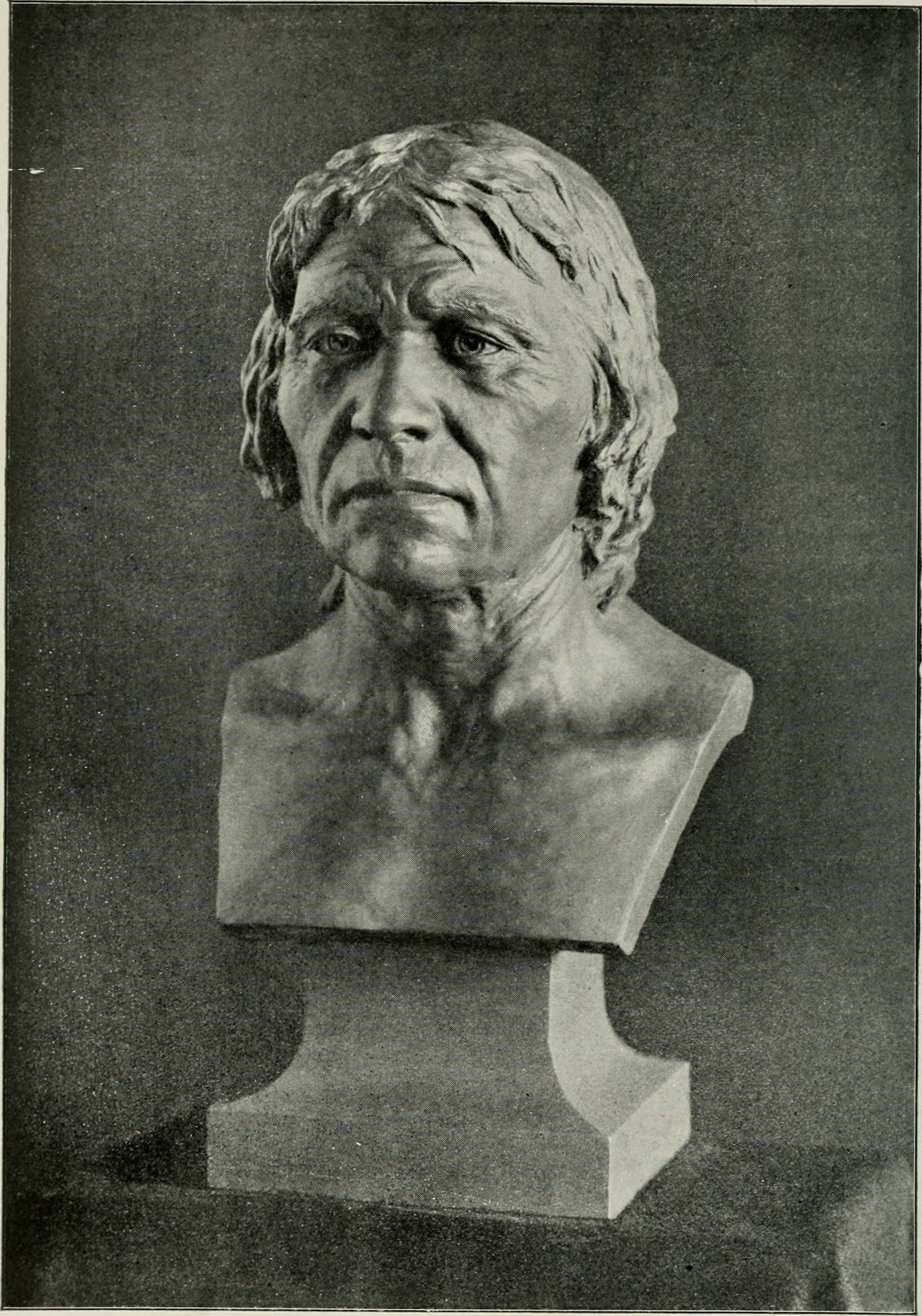
Reconstrucție facială a unui bărbat Cro-Magnon

Omul de Cro-Magnon sau Homo sapiens fossilis (în franceză Homme de Cro-Magnon) a fost un reprezentant timpuriu al Omului contemporan din Europa, care a trăit cu 40-12.000 de ani în urmă (paleoliticul superior). 

## Caracteristici
Volumul creierului era egal cu 1.600-1.800 cm³ (mai mare decât media europenilor actuali). Înălțime medie 180 cm și mai mult. Numele provine de la peștera Cro-Magnon, din Franța, unde în 1868 d.C. au fost descoperite mai multe schelete de oameni cu arme din paleoliticul superior. Fosile de Cro-Magnon au fost desemenea descoperite în: 
- Africa - Cape Flets, Fish Hoek, Nazlet Hater;
- Europa - Capela Combinate, Mladeč, Předmostí.

Trăiau în comunități de 15-30 de oameni și pentru prima dată în istorie au creat așezǎri. Locuințe erau peșterile, corturi făcute din piei, în Europa de Est existau adăposturi.

## Origine
Strămoșii oamenilor moderni au apărut în Africa de Est acum aproximativ 100-200.000 de ani. Cu 60.000 de ani în urmă, ei au migrat din Africa în Peninsula Arabică, și au apǎrut în Eurasia. Un grup a populat rapid țǎrmurile Oceanului Indian, iar altul a migrat în stepele din Asia Centrală. Un altul a devenit, ulterior, grupul de astǎzi al popoarelor mongoloide și populația din Orientul Mijlociu și Africa de Nord. Migrația de la Marea Neagră spre Europa a început aproximativ 45.000 de ani în urmă, probabil prin intermediul coridorului Dunǎrii. Cu 20.000 de ani în urmă, întreaga Europă a fost deja populatǎ.
|  |  |  |  |